# Королёв, Борис Алексеевич
Бори́с Алексе́евич Королёв (7 декабря 1909, Казань, Российская империя — 26 февраля 2010, Нижний Новгород, Российская Федерация) — советский и российский кардиохирург. Доктор медицинских наук, профессор, академик АМН СССР. Герой Социалистического Труда.

## Биография
Отец — заслуженный врач РСФСР А. Н. Королёв.
В 1929 году поступил на медицинский факультет Нижегородского университета, который через год был преобразован в Медицинский институт. В одной группе с Королёвым учились будущий академик и президент АМН СССР Николай Николаевич Блохин, выдающийся хирург-травматолог Михаил Вениаминович Колокольцев.
С августа 1935 года — ассистент кафедры оперативной хирургии,
С 1936 года — ординатор хирургической больницы № 7, на базе которой располагалась кафедра факультетской хирургии, с 1938 года — ассистент кафедры, возглавляемой профессором Е. Л. Берёзовым.
В годы Великой Отечественной войны помимо основной работы был ведущим хирургом-консультантом двух эвакогоспиталей, научным консультантом станции переливания крови. По итогам этой работы в 1944 году была защищена кандидатская диссертация «Плазма и сыворотка крови как заменители цельной крови».
С 1945 года — доцент кафедры факультетской терапии. В 1951 году он защищает докторскую диссертацию «Чрезбрюшинные операции на нижнем отделе пищевода и кардии желудка», и его избирают профессором кафедры госпитальной хирургии на базе клинической больницы № 5.
С 1952 года — заведующий кафедрой общей хирургии, а с 1953 года — кафедрой госпитальной хирургии Горьковского медицинского института, которой заведовал в течение 36-ти лет. Возглавляя кафедру госпитальной хирургии, он внедрил в практику резекцию лёгких при туберкулезе, раке, лёгочных нагноениях, резекцию лёгких в детском возрасте.
В 1952 году им были успешно выполнены первые операции по поводу сдавливающего перикардита, а 4 января 1955 года — первая в Нижнем Новгороде операция митральной комиссуротомии. За 43 года Королевым и его учениками выполнено более 30 тысяч операций на сердце, предложен ряд оригинальных методик при этих операциях: лечение дефектов перегородок сердца аутоперикардом, использование донорской твердой мозговой оболочки при радикальных операциях врождённых пороков сердца. Разработана методика операции при сочетании дефекта межпредсердной перегородки с аномальным впадением лёгочных вен. За разработку новых хирургических методов лечения легких и сердца Королевым получено 11 авторских свидетельств.
При его активном участии в 1972 году при областной станции переливания крови создано отделение сосудистой хирургии, в больнице № 5 было создано первое в городе отделение анестезиологии и реаниматологии, на базе которого был организован курс по этой специальности, в дальнейшем преобразованный в кафедру. То же самое получилось и с отделением рентгенодиагностики: сначала был курс, а потом — кафедра лучевой диагностики.
В 1986 году введён в строй новый кардиохирургический центр на 310 коек, в выборе проекта строительства и оснащении которого Борис Алексеевич сыграл ведущую роль. Это позволило поднять на новый уровень помощь больным с патологией сердца и сосудов, создать в 1989 году специализированное отделение хирургических методов лечения ИБС.
Б. А. Королёв — автор 8 монографий и 430 научных работ. Его учениками защищено 26 докторских и 67 кандидатских диссертаций. Среди учеников — более 20 профессоров. Всего врачебной, научной, педагогической работе Б. А. Королёв отдал 70 лет.
В 1959 году ему присвоено почётное звание Заслуженного деятеля науки РСФСР, в 1961 году избран членом-корреспондентом, а в 1969 году — действительным членом АМН СССР. В 1959 году на Всемирном конгрессе хирургов в Мюнхене Б. А. Королёв был избран членом Всемирной ассоциации хирургов, в 1968 году — действительным членом Международного общества сердечно-сосудистых хирургов.
Депутат Верховного Совета СССР 6 и 7 созывов, в 1968—1972 годах — депутат Горьковского городского и областного советов.
Скончался в Нижнем Новгороде в ночь на 26 февраля 2010 года у себя дома от острой сердечной недостаточности. Похоронен на Бугровском кладбище Нижнего Новгорода.

## Награды и звания
- Герой Социалистического Труда (1984)
- Два ордена Ленина (1961, 1984)
- Орден Октябрьской Революции (1976)
- Орден Трудового Красного Знамени (1968)
- Орден «За заслуги перед Отечеством IV степени» (1999)
- медаль «За трудовую доблесть»
- Почётный гражданин города Горького (1976)
- Почётный гражданин Нижегородской области (1999)
- Национальная премия «Призвание» (2004) в номинации «За верность профессии»[3]

Также награждён памятными медалями академика А. Н. Бакулева, академика В. И. Бураковского, Н. И. Пирогова и другими.

## Память
- В феврале 2010 года нижегородскому медико-экологическому лицею № 28 присвоено имя Б. А. Королёва.[4]
- В декабре 2015 года в специализированной кардиохирургической клинической больнице Нижнего Новгорода открылся мемориальный кабинет-музей Бориса Алексеевича Королева. Кабинет воссоздан на основе имевшегося архива, в экспозиции — более 2 000 экспонатов, в том числе полученных в дар от семьи, коллег, учеников Б. Королева[5].